# 대도운수
대도운수(大道運輸)는 부산광역시 사상구 학감대로 167 (학장동)에 본사를, 부산진구 엄광로 143 (가야동)에 본점을 둔 시내버스 및 마을버스 운송 업체이다. 방계회사로는 대도공영, 대도예식장, 대도뷔페, 신선사우나, 광성건설, 대도에너지가 있다. 시내버스 노선( 61번, 77번, 110번, 110-1번, )과 마을버스 (부산진9번, 동의대순환버스)노선을 운영하고 있으며, 특히 동의대학교 순환버스 (부산진6번, 부산진6-1번)의 운행 담당 업체이기도 하다. 주로 학장동 일대에서 출발하여 주변 도로가 좁고 교통사정이 그다지 좋지 않은 학장공단, 감전공단 일대의 교통을 맡고 있다.

## 연혁
- 1980년 1월 16일: 삼화운수에서 분리 설립
- 2014년: 학장영업소가 현 본사로 변경

## 차고지
- 부산광역시 사상구 학감대로 167 (학장동) (본사 ; 61번, 77번, 110번, 시종착 및 관리)
- 부산광역시 부산진구 엄광로 143 (가야동) (가야 영업소 ; 110-1번 시종착 및 관리)

## 운행 노선

### 시내버스
- ● 61번 : 학장동 ↔ 새벽시장 ↔ 서부터미널 ↔ 감전역 ↔ 주례역 ↔ 개금역 ↔ 부산진역 ↔ 부산역 ↔ 까치고개
- ● 77번 : 학장동 ↔ 감전동 ↔ 주례역 ↔ 개금역 ↔ 서면 ↔ 거제역 ↔ 교대역 ↔ 온천장 ↔ 부산대학교 ↔ 장전역
- ● 110번 : 학장동 ↔ 서부터미널 ↔ 구포역 ↔ 만덕2터널 ↔ 동래원예고등학교 ↔ 온천장 ↔ 부산대학교 ↔ 장전역
- ● 110-1번 : 가야벽산아파트 ↔ 동의대학교 ↔ 가남시장 ↔ 서면 ↔ 부산시청 ↔ 연산교차로 ↔ 안락교차로 ↔ 낙민역(동래고등학교) ↔ 동래구청(상행)/동래우체국(하행) ↔ 온천장 ↔ 부산대학교

### 마을버스
- ● 부산진구6번 : 동의대본관→도서관→자연대로터리→동의대입구→터널육교→동의대역1번출구→가야1치안센터→미진마트→가남시장→가야여자중학교→동의대입구→자연대로터리→도서관→동의대본관
- ● 부산진구6-1번 : 동의대본관→도서관→자연대로터리→동의대입구→터널육교→동의대역5번출구→반도아파트→동의대입구→자연대로터리→도서관→동의대본관
- ● 부산진구9번 : 동의대(기숙사 1관) ↔ 동의대 기숙사 1관 ↔ 동의대본관 ↔ 동의대입구 ↔ 가남시장 ↔ 가야1치안센터 ↔ 동의대역 ↔ 개금역 ↔ 신개금LG아파트 ↔ 주례동(한일유앤아이)

## 보유 차량

#### 현대자동차
- 현대 그린시티
- 현대 뉴 슈퍼 에어로시티
- 현대 저상 뉴 슈퍼 에어로시티
- 현대 일렉시티